# Biserica Sfântul Nicolae și Sfinții Voievozi din Măldărești
Biserica Sfântul Nicolae și Sfinții Voievozi este un monument istoric aflat pe teritoriul satului Măldărești; comuna Măldărești.

## Istoric și trăsături
A fost construită între anii 1774-1790. Ctitorii au fost pitarul Gheorghe Măldărescu și Eva Măldărescu, soția sa, împreună cu fiul lor Constantin și familia.
Este o biserică-sală, cu turlă peste naos și clopotniță peste pronaos.
Pictura murală, de o foarte mare valoare, a fost finalizată în anul 1794 de Ioan ereu, Tănăsie ereu, Gheorghe și Radu, Pop Ioan zugrav, Tudor și Gheorghe. Acoperită de un strat de depuneri și acumulări, pictura interioară, ce cuprinde și un amplu tablou votiv al ctitorilor, se impune a fi restaurată și repusă în valoare.
Latura de vest a pridvorului este susținută de șase coloane din zidărie, nu patru, ca la majoritatea bisericilor construite în aceeași perioadă.

## Imagini

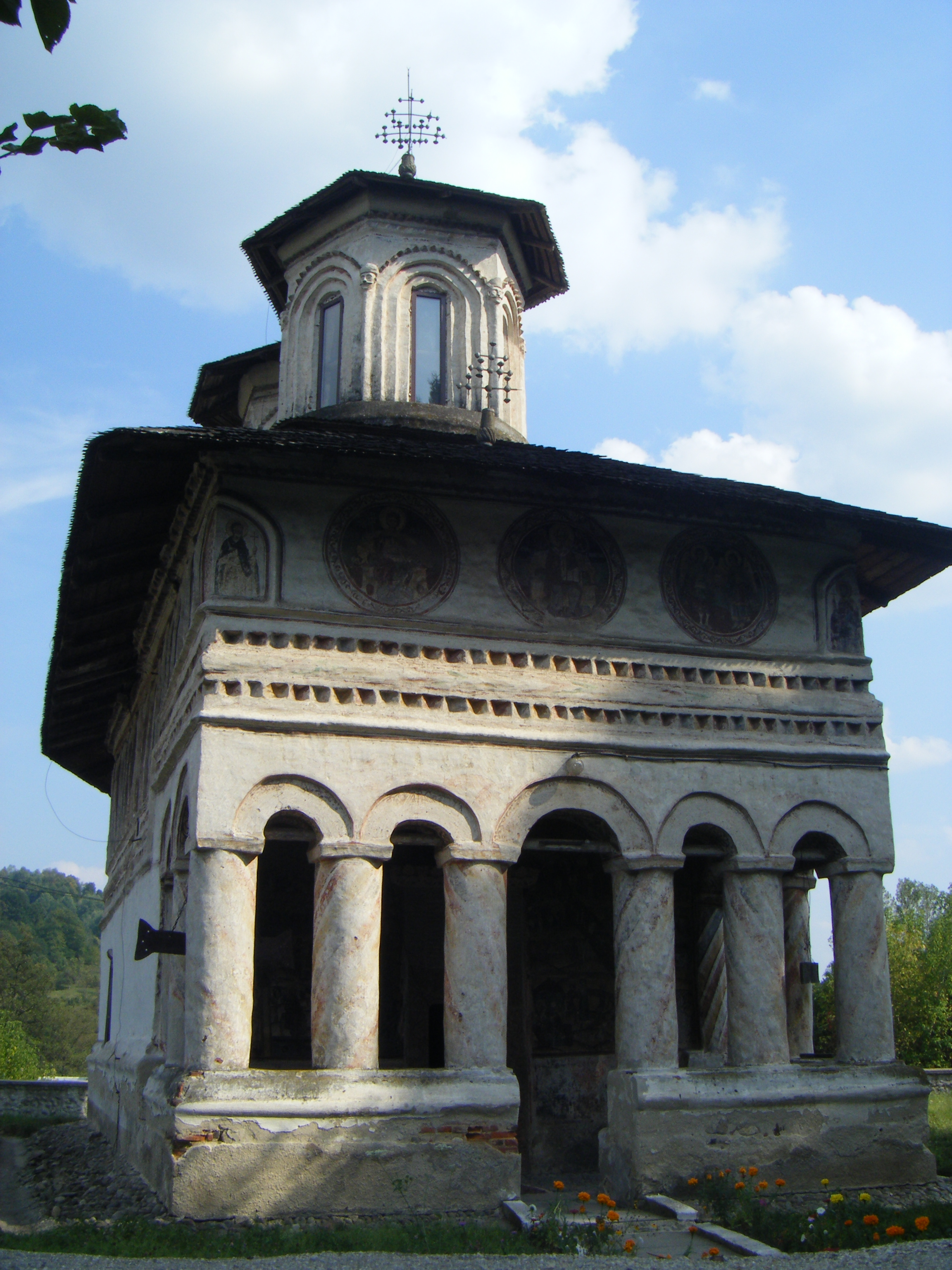
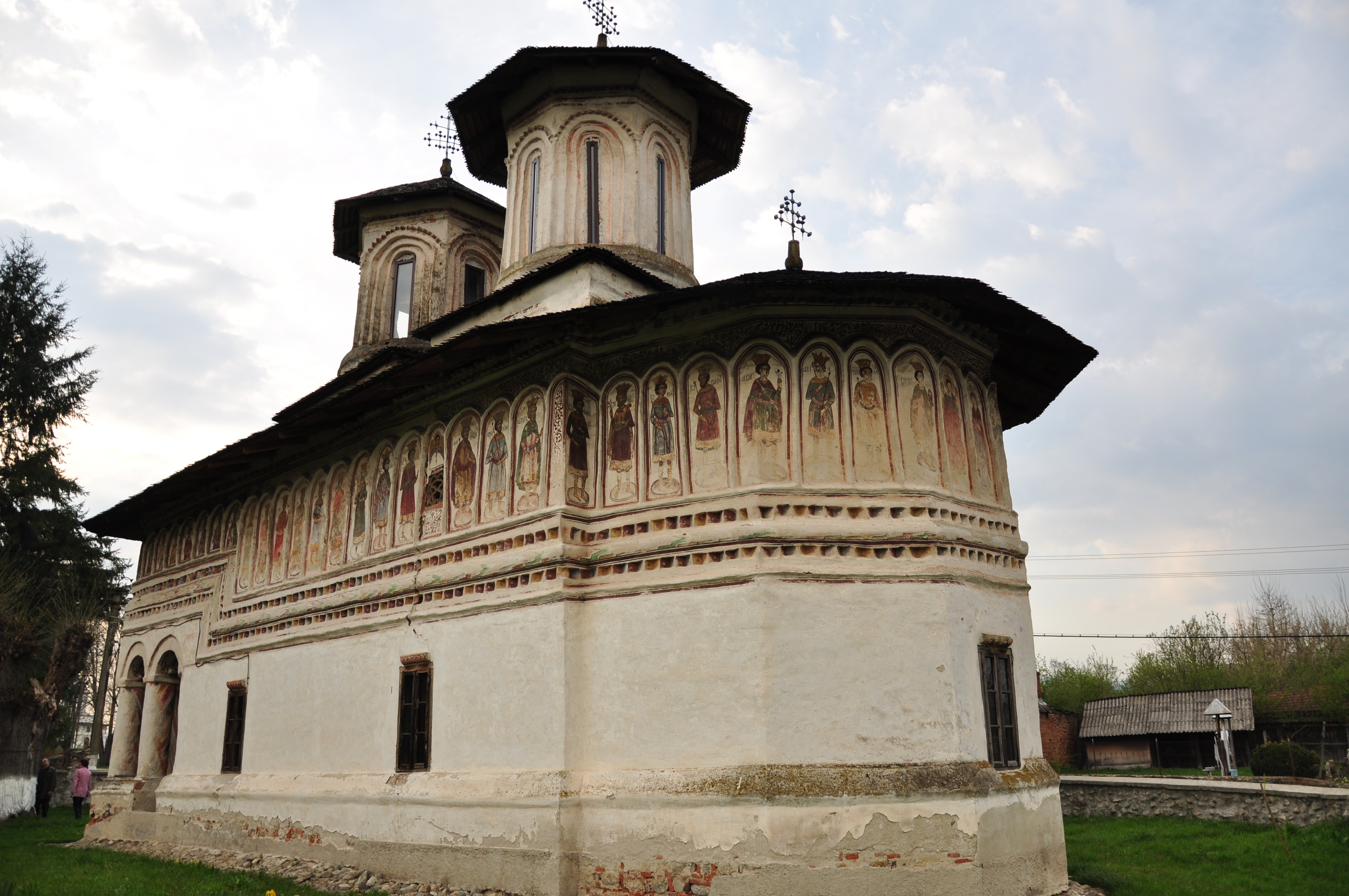
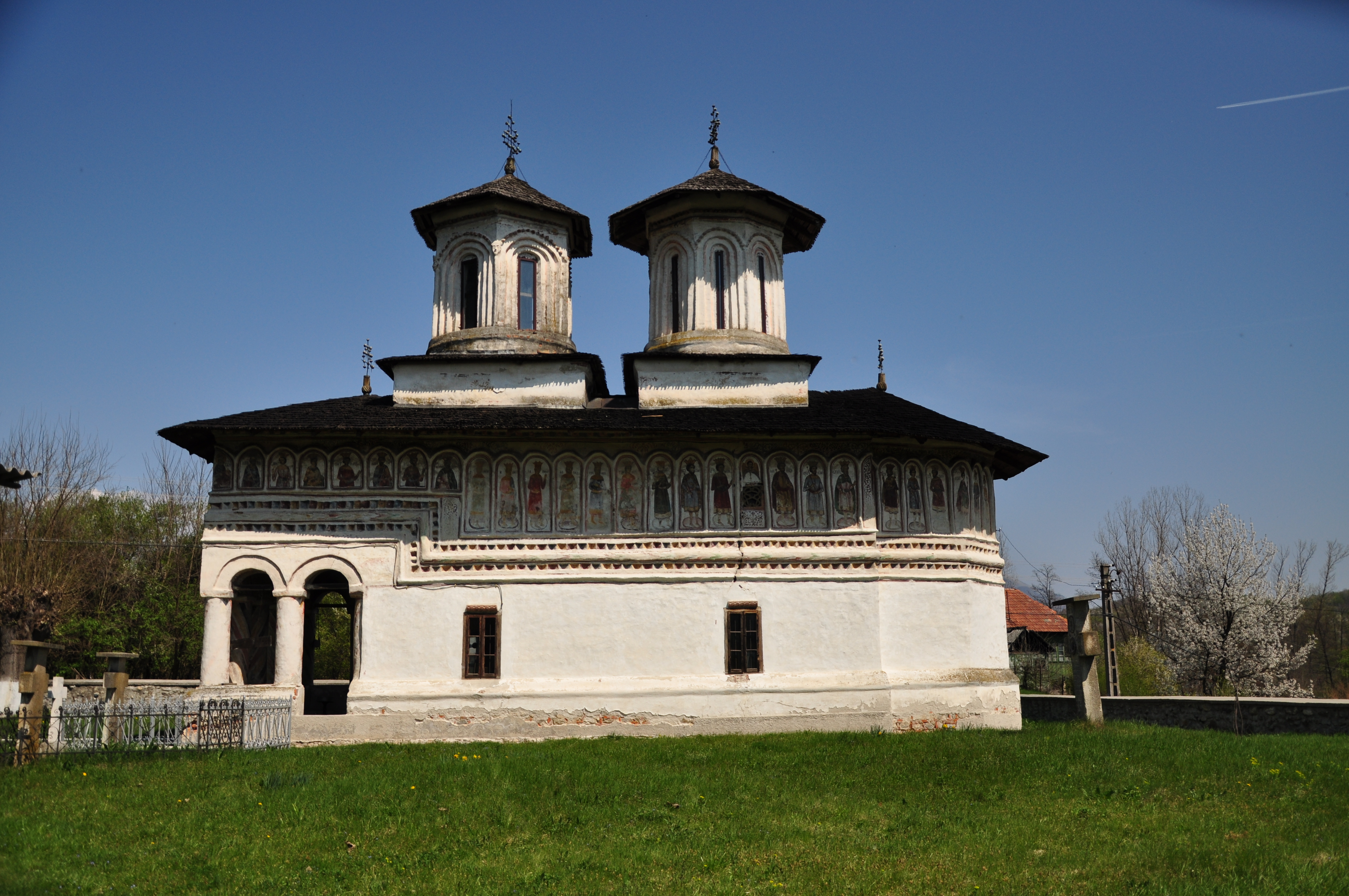